# Aragara minor
Aragara minor är en tvåvingeart som beskrevs av Ismay 1990. Aragara minor ingår i släktet Aragara och familjen fritflugor. Inga underarter finns listade i Catalogue of Life.